# Колокольчик круглолистный
Колоко́льчик круглоли́стный (лат. Campanula rotundifolia) — растение из рода Колокольчик, семейства Колокольчиковые.

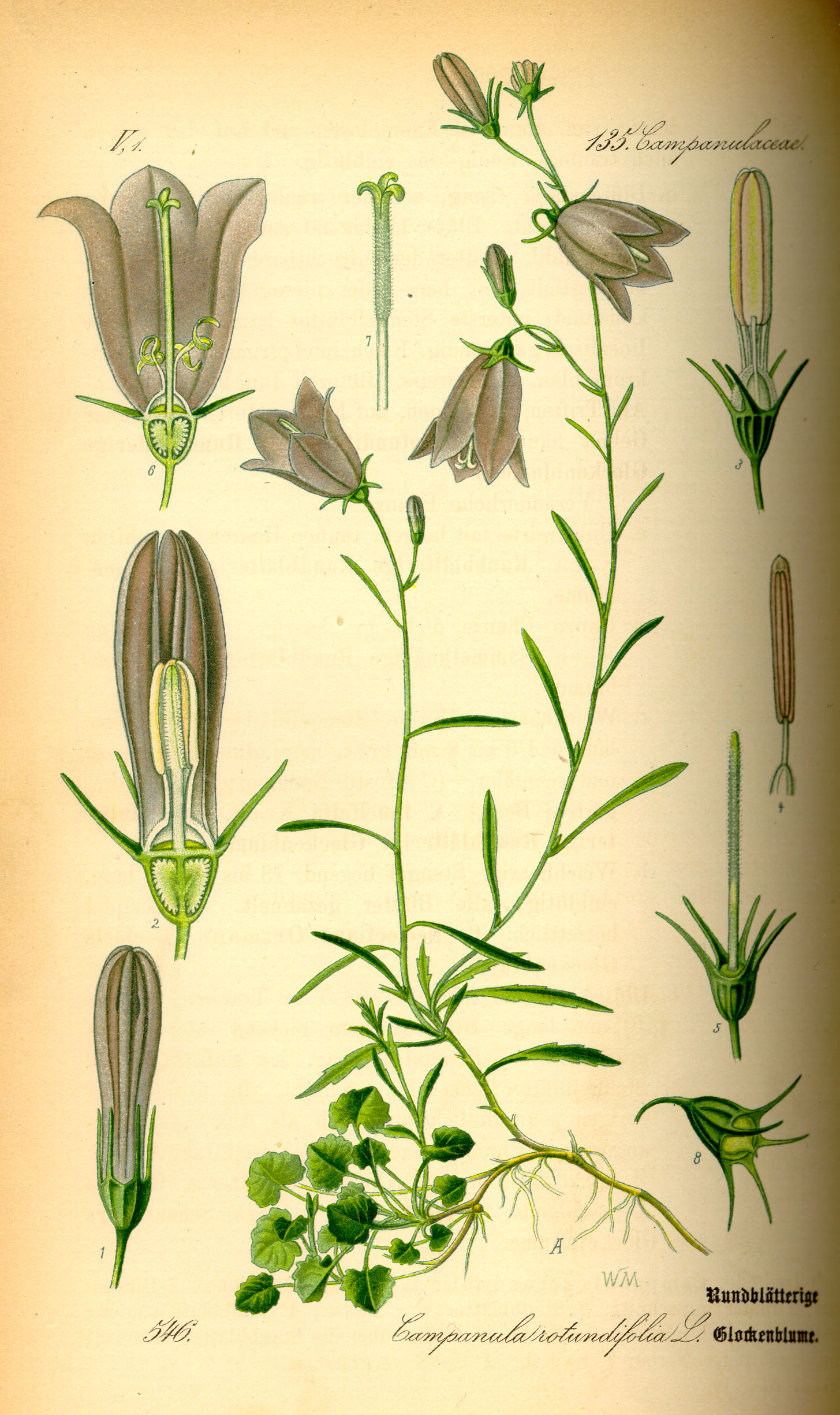
Колокольчик круглолистный. Ботанический рисунок из книги О. В. Томе Flora von Deutschland, Österreich und der Schweiz. 1885

## Ботаническое описание
Колокольчик круглолистный — травянистое растение, достигает в высоту от 15 до 40 см.

Листья — прикорневые — округлой формы, с крупнозубчатым краем, отмирают к моменту цветения; стеблевые — узколанцетные, 

Цветки — голубого, синего или светло-лилового цвета, мелкие, до 1,5-2 см в длину, собраны в раскидистое соцветие.
Формула цветка: {\displaystyle \ast K_{(5)}\;C_{(5)}\;A_{5}\;G_{({\overline {3}})}}

Плод - коробочка
Корень стелющийся, тонкий и ветвистый.
Цветёт — май-сентябрь.

## Распространение
В природных условиях это растение встречается на территории Дальнего Востока, в Западной и Восточной Сибири. Для произрастания растение предпочитает луга, заросли кустарников и опушки лесов.

## Химический состав
Листья содержат аскорбиновую кислоту, флавоноиды, микроэлементы.

## Значение и применение
Используется в качестве декоративного растения. В народной медицине применяется как лекарственное. Надземная часть: отвар - при кровотечениях; настойка (на водке или 40% спирте) - для полоскания горла при ангине.
Цветки: настой - при эпилепсии и атеросклерозе.
Продуктивность нектара за сутки одним цветком 0,9 мг, растением 11,2 мг. Цветков на одном цветоносном побеге 12,8 шт. В нектаре содержится 37,9% сахара. Продуктивность сахара в сутки одним цветком 0,3 мг, растением 4,2 мг. Продуктивность мёда цветком 0,4 мг, растением 5,3 мг. Продуктивность пыльцы пыльником 0,5 мг, растением 34,0 мг. Колокольчик опыляла одиночная пчела Andrena bicolor.
Поедается северным оленем (Rangifer tarandus). В стадии зрелых плодов поедается гусями.

## Классификация

### Таксономия
Campanula rotundifolia L., 1753, Sp. Pl. : 163
Вид Колокольчик круглолистный относится к роду Колокольчик (Campanula) семейства Колокольчиковые (Campanulaceae) порядка Астроцветные (Asterales). Кладограмма в соответствии с Системой APG IV по состоянию на декабрь 2023 года:
|  |                                      |  |                                   |                                   |                           |  | ещё 10 семейств | ещё 10 семейств |                           |  |  |  | еще 457 подтвержденных видов и 125 видов, ожидающих подтверждения |
|  |                                      |  |                                   |                                   |                           |  | ещё 10 семейств | ещё 10 семейств |                           |  |  |  | еще 457 подтвержденных видов и 125 видов, ожидающих подтверждения |
|  |                                      |  |                                   | порядок Астроцветные              |                           |  |                 |                 | род Колокольчик           |  |  |  |                                                                   |
|  |                                      |  |                                   | порядок Астроцветные              |                           |  |                 |                 | род Колокольчик           |  |  |  |                                                                   |
|  | отдел Цветковые, или Покрытосеменные |  |                                   |                                   | семейство Колокольчиковые |  |                 |                 | Колокольчик круглолистный |  |  |  |                                                                   |
|  | отдел Цветковые, или Покрытосеменные |  |                                   |                                   | семейство Колокольчиковые |  |                 |                 |                           |  |  |  |                                                                   |
|  |                                      |  | ещё 63 порядка цветковых растений | ещё 63 порядка цветковых растений |                           |  |                 | ещё 354 рода    | ещё 354 рода              |  |  |  |                                                                   |
|  |                                      |  |                                   | ещё 63 порядка цветковых растений |                           |  |                 |                 | ещё 354 рода              |  |  |  |                                                                   |

### Синонимы
- Campanula allophylla Raf. ex A.DC.
- Campanula angustifolia Lam.
- Campanula antirrhina Schleich.
- Campanula arcuata var. subrhomboidalis Schur
- Campanula asturica Podlech
- Campanula balcanica f. racemosa (Krašan) Hruby
- Campanula bielzii Schur
- Campanula bocconei Vill.
- Campanula caballeroi Sennen & Losa
- Campanula carnica var. racemosa Krašan
- Campanula cespitosa var. bocconei (Vill.) Steud.
- Campanula chinganensis A.I.Baranov
- Campanula cinerea Hegetschw.
- Campanula confertifolia Reut. ex Nyman
- Campanula decloetiana Ortm.
- Campanula delicatula Sennen & Losa
- Campanula diversifolia Dumort.
- Campanula filiformis Gilib.
- Campanula grammosepala Vuk.
- Campanula grammosepala var. cardiophylla Vuk.
- Campanula grammosepala var. spathiphylla Vuk.
- Campanula heterodoxa Vest
- Campanula heterodoxa Bong.
- Campanula heterophylla Gray
- Campanula hostii Baumg.
- Campanula hostii var. uniflora A.DC.
- Campanula inconcessa Schott, Nyman & Kotschy
- Campanula juncea Hill
- Campanula lanceolata Lapeyr.
- Campanula lanceolata Schur
- Campanula lancifolia Schur
- Campanula langsdorffiana (A.DC.) Fisch. ex Trautv. & C.A.Mey.
- Campanula langsdorffiana (DC.) Trautv. & C.A.Mey.
- Campanula legionensis Pau
- Campanula linifolia Schrank
- Campanula linifolia f. langsdorffiana (A.DC.) Voss
- Campanula linifolia var. heterodoxa (Vest) Ledeb.
- Campanula linifolia var. langsdorffiana A.DC.
- Campanula linifolia var. major Timb.-Lagr.
- Campanula linifolia var. tenuifolia Timb.-Lagr.
- Campanula lobata Schloss. & Vuk.
- Campanula lostritti Ten.
- Campanula marchesettii var. calisii (Murr) Dalla Torre & Sarnth.
- Campanula minor Lam.
- Campanula minuta Savi
- Campanula paenina Reut. ex Tissière
- Campanula pennica Reut. ex Payot
- Campanula pennina Reut.
- Campanula pinifolia Uechtr. ex Pancic
- Campanula pseudovaldensis Schur
- Campanula pubescens Rchb. ex Nyman
- Campanula pusilla f. lobata (Schloss. & Vuk.) Vuk.
- Campanula racemosa Witasek
- Campanula reboudiana Gren. & Godr.
- Campanula rhomboidalis var. lanceolata (Lapeyr.) Loisel.
- Campanula rotunda Gilib.
- Campanula rotundifolia f. albiflora House
- Campanula rotundifolia f. borhidiana Soó
- Campanula rotundifolia f. calvescens Witasek ex Vacc.
- Campanula rotundifolia f. elata Hruby
- Campanula rotundifolia f. frondosa Hruby
- Campanula rotundifolia f. glabrescens Hruby
- Campanula rotundifolia f. graminifolia (Hruby) Sigunov
- Campanula rotundifolia f. hirta Hruby
- Campanula rotundifolia f. hrubyana Soó
- Campanula rotundifolia f. laevis Guin.
- Campanula rotundifolia f. latifrons Hruby
- Campanula rotundifolia f. luxurians Hruby
- Campanula rotundifolia f. micranthoides Soó
- Campanula rotundifolia f. nejceffii Hayek
- Campanula rotundifolia f. normalis Hruby
- Campanula rotundifolia f. ovata (Peterm.) Hruby
- Campanula rotundifolia f. rotundifolia –
- Campanula rotundifolia f. scabriuscula (Mert. & W.D.J.Koch) Hruby
- Campanula rotundifolia f. serpentini Hruby
- Campanula rotundifolia f. silvicola Hruby
- Campanula rotundifolia f. soldanelliflora Voss
- Campanula rotundifolia f. subcongesta Hruby
- Campanula rotundifolia f. subhirta Soó
- Campanula rotundifolia f. subracemosa Hruby
- Campanula rotundifolia f. subverruculosa Guin.
- Campanula rotundifolia f. tenerrima Hruby
- Campanula rotundifolia f. umbrosa Hruby
- Campanula rotundifolia subsp. confertifolia (Reut.) Witasek ex Vacc.
- Campanula rotundifolia subsp. euxina (Velen.) Hayek
- Campanula rotundifolia subsp. heterodoxa (Vest) Tacik
- Campanula rotundifolia subsp. langsdorffiana (Fisch. ex Trautv. & C.A.Mey.) Vodop.
- Campanula rotundifolia subsp. legionensis (Pau) M.Laínz
- Campanula rotundifolia subsp. linifolia Lapeyr.
- Campanula rotundifolia subsp. montana (Syme) P.D.Sell
- Campanula rotundifolia subsp. paenina (Reut. ex Tissière) Witasek ex Vacc.
- Campanula rotundifolia subsp. pedemontana Witasek ex Vacc.
- Campanula rotundifolia subsp. pennina (Reut.) Witasek ex Vacc.
- Campanula rotundifolia subsp. racemosa (Krašan) Hayek
- Campanula rotundifolia subsp. solstitialis (A.Kern.) Hayek
- Campanula rotundifolia var. albiflora G.Don
- Campanula rotundifolia var. altitatrica Tacik
- Campanula rotundifolia var. angustifolia (Lam.) Vacc.
- Campanula rotundifolia var. angustissima Schur
- Campanula rotundifolia var. bielziana Schur
- Campanula rotundifolia var. bocconei (Vill.) Lapeyr.
- Campanula rotundifolia var. bulgarica Nejceff
- Campanula rotundifolia var. calisii Murr
- Campanula rotundifolia var. confertifolia Reut.
- Campanula rotundifolia var. decloetiana (Ortmann) Nyman
- Campanula rotundifolia var. delitschiana Kuntze
- Campanula rotundifolia var. euxina Velen.
- Campanula rotundifolia var. flexuosa C.Vicioso
- Campanula rotundifolia var. glabra Lapeyr.
- Campanula rotundifolia var. heterodoxa Kurtz
- Campanula rotundifolia var. hirta Mert. & W.D.J.Koch
- Campanula rotundifolia var. hostii (Baumg.) Nyman
- Campanula rotundifolia var. langsdorffiana (A.DC.) Britton
- Campanula rotundifolia var. laxiflora Beck
- Campanula rotundifolia var. legionensis (Pau) Lacaita
- Campanula rotundifolia var. lineariifolia (Dumort.) Hayek
- Campanula rotundifolia var. lubiciana Zalewski
- Campanula rotundifolia var. minor Witasek ex Vacc.
- Campanula rotundifolia var. montana Syme
- Campanula rotundifolia var. ovata Peterm.
- Campanula rotundifolia var. papillifera Savul.
- Campanula rotundifolia var. papillosa Beyer
- Campanula rotundifolia var. parviflora Lej.
- Campanula rotundifolia var. pennina (Reut.) Nyman
- Campanula rotundifolia var. pubescens Gaudin
- Campanula rotundifolia var. reflexa Syr.
- Campanula rotundifolia var. rotundifolia –
- Campanula rotundifolia var. saxatilis Hruby
- Campanula rotundifolia var. scabriuscula Mert. & W.D.J.Koch
- Campanula rotundifolia var. scopulicola Lamotte
- Campanula rotundifolia var. soldanelliflora (Voss) L.H.Bailey
- Campanula rotundifolia var. solstitialis (A.Kern.) Beck
- Campanula rotundifolia var. stricta Schumach.
- Campanula rotundifolia var. tenuifolia (Hoffm.) Opiz
- Campanula rotundifolia var. velutina DC.
- Campanula rotundifolia var. verlotii Rouy
- Campanula rotundifolia var. vulgaris Neilr.
- Campanula sarmentosa Fenzl & Vuk.
- Campanula scheuchzeri subsp. lanceolata (Lapeyr.) J.-M.Tison
- Campanula scheuchzeri var. heterodoxa (Vest) A.Gray
- Campanula scheuchzeri var. inconcessa (Schott, Nyman & Kotschy) Nyman
- Campanula solstitialis A.Kern.
- Campanula tenuifolia Hoffm.
- Campanula tenuifolia Mart.
- Campanula tracheliifolia Losa ex Sennen
- Campanula urbionensis Rivas Mart. & G.Navarro
- Campanula variifolia Salisb.
- Campanula wiedmannii Podlech
- Depierrea campanuloides Schltdl.
- Rapunculus esculentus Fl.Dan. ex Steud.

## Галерея

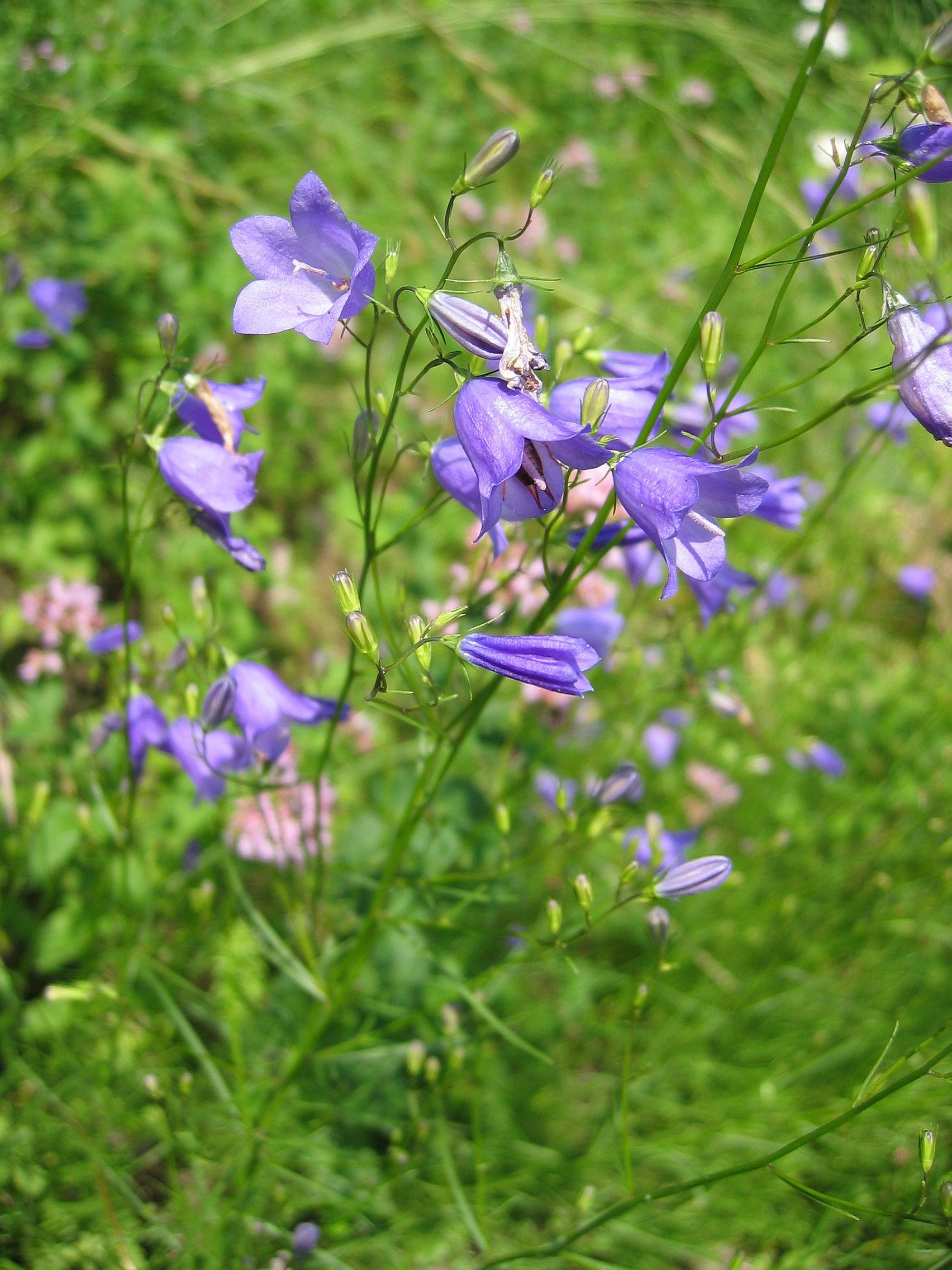
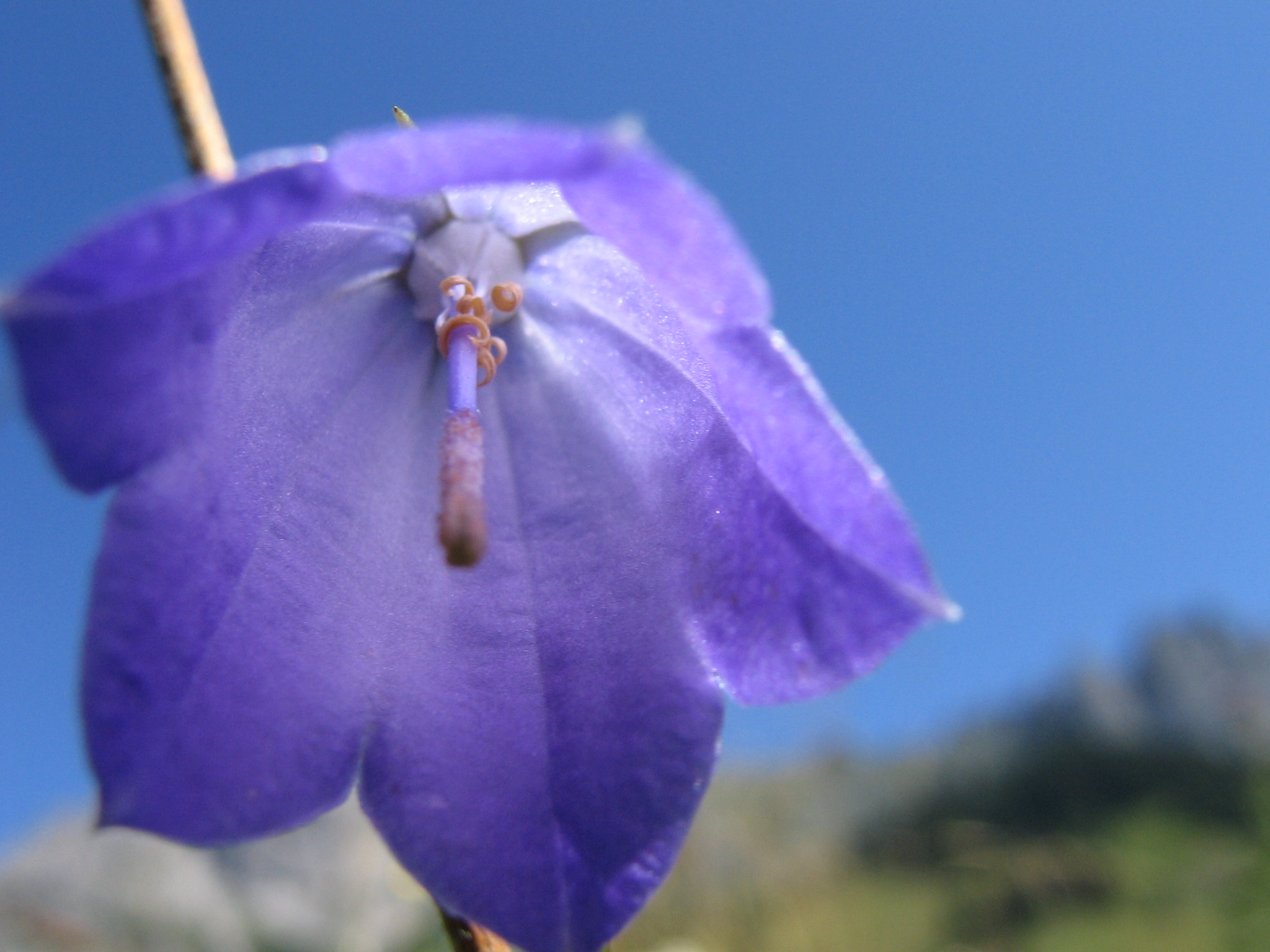